# Diocesi di San Jose in California
La diocesi di San Jose in California (in latino: Dioecesis Sancti Josephi in California) è una sede della Chiesa cattolica negli Stati Uniti d'America suffraganea dell'arcidiocesi di San Francisco. Nel 2022 contava 689.000 battezzati su 1.936.259 abitanti. È retta dal vescovo Oscar Cantú.

## Territorio
La diocesi comprende la contea di Santa Clara nella California centrale.
Sede vescovile è la città di San Jose, dove si trova la cattedrale di San Giuseppe (Saint Joseph's). Gli uffici diocesani sorgono a Santa Clara.
Il territorio si estende su 3.367 km² ed è suddiviso in 49 parrocchie.

## Storia
La diocesi è stata eretta il 27 gennaio 1981 con la bolla Quoniam Episcopi di papa Giovanni Paolo II, ricavandone il territorio dall'arcidiocesi di San Francisco.
Originariamente fungeva da cattedrale la chiesa di San Patrizio nella città di San Jose. Il 18 settembre 1984 con il decreto Maiori Christifidelium della Congregazione per i Vescovi la cattedrale è stata traslata nella chiesa di San Giuseppe nella stessa città.
Il 15 novembre 1986, con la lettera apostolica Sanctos caelites, lo stesso papa Giovanni Paolo II ha confermato San Giuseppe patrono principale della diocesi, e Santa Chiara d'Assisi patrona secondaria.

## Cronotassi dei vescovi
Si omettono i periodi di sede vacante non superiori ai 2 anni o non storicamente accertati.
- Roland Pierre DuMaine † (27 gennaio 1981 - 27 novembre 1999 dimesso)
- Patrick Joseph McGrath † (27 novembre 1999 succeduto - 1º maggio 2019 dimesso)
- Oscar Cantú, succeduto il 1º maggio 2019

## Statistiche
La diocesi nel 2022 su una popolazione di 1.936.259 persone contava 689.000 battezzati, corrispondenti al 35,6% del totale.
| anno | popolazione | popolazione | popolazione | presbiteri | presbiteri | presbiteri | presbiteri                | diaconi | religiosi | religiosi | parrocchie |
| anno | battezzati  | totale      | %           | numero     | secolari   | regolari   | battezzati per presbitero | diaconi | uomini    | donne     | parrocchie |
| ---- | ----------- | ----------- | ----------- | ---------- | ---------- | ---------- | ------------------------- | ------- | --------- | --------- | ---------- |
| 1990 | 372.775     | 1.491.101   | 25,0        | 402        | 176        | 226        | 927                       | 17      | 317       | 490       | 47         |
| 1999 | 400.226     | 1.609.037   | 24,9        | 313        | 110        | 203        | 1.278                     | 10      | 69        | 431       | 48         |
| 2000 | 422.477     | 1.689.908   | 25,0        | 332        | 125        | 207        | 1.272                     | 10      | 274       | 395       | 48         |
| 2001 | 600.000     | 1.750.000   | 34,3        | 284        | 115        | 169        | 2.112                     | 10      | 238       | 396       | 48         |
| 2002 | 584.000     | 1.682.585   | 34,7        | 331        | 126        | 205        | 1.764                     | 9       | 278       | 393       | 48         |
| 2003 | 584.000     | 1.668.309   | 35,0        | 326        | 122        | 204        | 1.791                     | 9       | 274       | 366       | 48         |
| 2004 | 630.000     | 1.825.000   | 34,5        | 321        | 122        | 199        | 1.962                     | 7       | 258       | 377       | 48         |
| 2010 | 667.474     | 1.837.075   | 36,3        | 343        | 135        | 208        | 1.945                     | 20      | 267       | 316       | 49         |
| 2012 | 678.000     | 1.865.000   | 36,4        | 330        | 133        | 197        | 2.054                     | 32      | 232       | 299       | 50         |
| 2014 | 688.000     | 1.890.909   | 36,4        | 306        | 131        | 175        | 2.248                     | 37      | 226       | 263       | 50         |
| 2017 | 633.000     | 1.918.044   | 33,0        | 317        | 137        | 180        | 1.996                     | 34      | 226       | 264       | 50         |
| 2020 | 689.000     | 1.937.570   | 35,6        | 313        | 143        | 170        | 2.201                     | 35      | 208       | 247       | 49         |
| 2022 | 689.000     | 1.936.259   | 35,6        | 303        | 141        | 162        | 2.273                     | 31      | 318       | 240       | 49         |